# Graça Braga
Maria da Graça Braga (Pirajuí, São Paulo, 18 de janeiro de 1954) é uma cantora e compositora brasileira, cujo estilo incorpora o samba.
Lançou em 2009 seu primeiro CD Eu Sou Brasil.